# 天体観測
天体観測（てんたいかんそく）は、天体そのものや天体の運行、変化などを観測することである。天体観測は肉眼で夜空を見上げることから始まり、双眼鏡や小さな望遠鏡を使って趣味的に行う観測から、天文台において大望遠鏡および特殊な観測機器を用いた観測まで幅広く行われる。観測は主に地球上から行われるほか、人工衛星の軌道上からも行われる。主たる観測対象は星座や恒星、流星、火星や金星などの惑星、あるいは月の満ち欠け、星の動きなど。天文学は天体観測から始まり、天体現象の物理学的探求はデータ解析や仮説検証などによって行われる。

天体観測のイメージ

## 天体観測の歴史

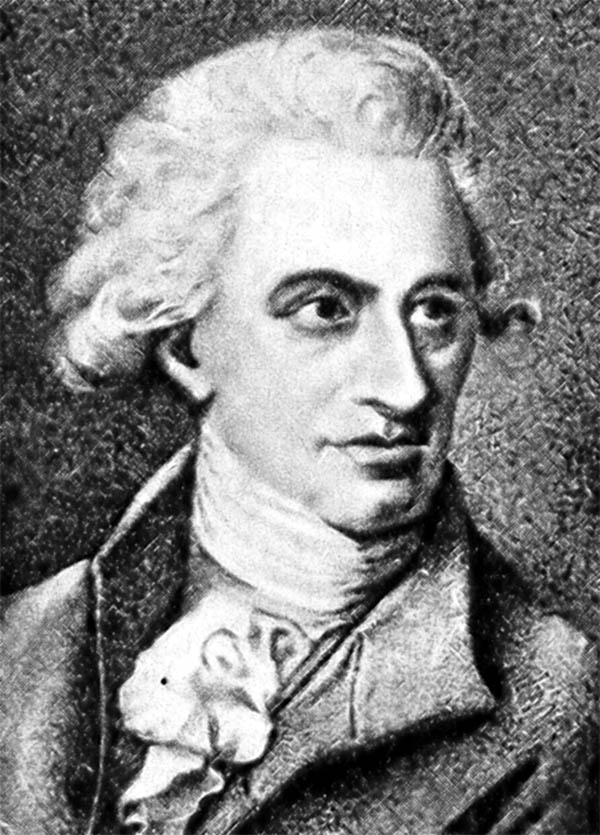
ウィリアム・ハーシェル (1738-1822)は アマチュア天文家として始まった。

古くはエジプト文明やインカ文明でも、天体観測が行われ、天体の運行により暦や時刻を測り、季節など農耕等に不可欠な農業暦も作っていたという。ピラミッドの構造やインカの天文台の跡、あるいはヨーロッパでもストーンヘンジなどの巨石遺跡の中には、春分や秋分を観察していたことを示すような配列の構造が見られる。のちに、海運などが発達するにつれ、星は夜間の方角を知る道しるべとしても行われた。北極星・北斗七星は北方向を指し示す代表的な天体である。
ギリシアの古代の哲学者、タレスは天体観測にも深い造詣を持っていた。天体を眺めながら夜道を歩いていて転んだところを、人に笑われて、次のシーズンの穀物の作柄を予想し、投機で大きな儲けを上げて見せたという。また、かなり古い時期から、生まれた時の星座の状態など天体を通して運勢を占う占星術も発達した。
天体観測の積み重ねによって、天文学が進歩した。例として、プトレマイオス朝エジプトの博物学者エラトステネスによって、地球の大きさを測ることも行われた。記録によれば、エジプトのテーベとアレキサンドリアとの間での太陽の影の投影角度の違いを、旅人の話から知り、テーベとアレキサンドリアとの距離を測ることによって、地球の大きさを求めようとした。これが地球の大きさを測る最初の試みであると考えられている（関連項目：測地学）。
イタリアの物理学者ガリレオ・ガリレイは、オランダの眼鏡職人ハンス・リッペルハイが発明した望遠鏡を応用し、空に向けた。これが、天体観測が肉眼によるものから、天体望遠鏡による観測へ劇的な進化を遂げた始まりであると考えられている（関連項目：天文台、天体望遠鏡）。
また、日本でも藤原定家の『明月記』に、超新星SN1054（おうし座かに星雲）の記録が残っている。当時は、超新星を客星と記録していた。彗星なども同じような記録として残っている可能性がある。
中国では、漢王朝時代の太陽黒点の記録が残っている。つまり、有史以来、世界各地で行われてきた科学研究である（関連項目：天文学史）。

## 天体観測の応用
時刻
特に有名なのは日時計である。太陽の運行を観測する事により時刻を知ることができる。この応用として、子午線上にある天体を測定することで、その位置の地域標準時を知ることができる。ここに補正を加えることで、過去には日本標準時を初めとした標準時刻が決定されていた。現在は、標準原子時計が刻む一定時刻に、天体観測から得られた地球回転の運動補正時刻を加えることで、標準時が決定されている。そこから法律などで定められる補正時刻を加減算することで、地域標準時が定められている。
農耕
星座の運行を観測することにより、農作物の種まきシーズンなどを知ることができる。例えばスピカは麦の穂という意味であり、この星を見て麦の種まきシーズンの到来を知る事ができる。日本ではアークトゥルスが麦星に当たる。こういた知恵を基に作られたもので、農業暦というものもある。
地理
太陽・星座の方向や角度などを観測することにより、自分の位置を知ることが出来る。現在は、GPSに置き換えが進んだため、実物を見たり活用したりする機会は少ないが、四分儀や六分儀などの機材によって天体の位置を観測し、観測時刻から位置を知る方法などがあった。この観測時刻の原点として、GMT（グリニッジ標準時）が用いられていた。
惑星探査
惑星探査機には黄道面の北極、もしくは南極に位置する（北極側にはないため、南極側にあるカノープス）天体を基準座標に選んで、その星を観測するセンサーを搭載。このセンサーによって、探査機の軌道が、黄道面にあることを頼りに、惑星探査機は探査目標となる天体に向かう。

## 現代の天体観測

### 天体観測研究分野
可視光以外でも天体観測が行われ、次のような観測研究分野がある。
- 電波天文学
- 電波位置天文学
- 赤外線天文学
- 紫外線天文学
- X線天文学
- ガンマ線天文学
- ニュートリノ天文学

主として、大型の機材等を用いる。
また、FMラジオを使った流星群の観測やBS/BS放送用アンテナもしくは、超短波通信用のアンテナなどを用いて太陽電波観測などを行っている観測者もいる。

### 一般への普及
趣味や野外活動の一環として、天体観測が行われている。観測をデータや記録などに残さない天体観測のことで、天体観望、天体鑑賞とも呼ばれている。天文台や博物館が開催する「星の観察会」や、キャンプでのスターウォッチングなど、研究というより社会教育やレクリエーション的な側面でも行われている。夏季にはペルセウス座流星群や七夕、スターウィーク等にちなんで「星祭り」と言われる観望会が各地で開かれ、多くの方が集まって天体観測を行う催しが開かれる。また、ニュースや気象情報などで取り上げられる大きな天体現象の場合には、各地の天文研究会などが主催して天体観測会が開かれたり、多くの人が観測を行う。
環境省では、全国星空継続観察事業を毎年夏と冬の2回開催している。天体観望から光害や大気汚染といった環境問題への関心を高めるものである。そのほか、天文台を始めとして博物館、プラネタリウムでの解説、テレビ番組への出演、天文雑誌や普及書への著作・監修によって、普及活動が行われている。特に、天体現象を撮影することによって、この分野で活躍する人も多く、そのための活動が行われ、また書籍も数多く出版されている。
この分野で著名な人物として、磯部琇三、村山定男、森本雅樹、藤井旭、林完次らが挙げられる。
主として、各地の神社や境内に保管されている隕石の紹介や小さな天体望遠鏡でも十分に可能である。
2009年は世界天文年2009で各地の公開天文台やプラネタリウムで関連イベントが開催される。

### 新天体発見から確定まで
日本で新天体を発見した場合、基本的には国立天文台または中野主一のオフィスへ連絡を行うことになる。国立天文台では、他の観測機関や他の観測者からの連絡を受けて、その天体の種類を確定するための相互検証を始める。まず、天文中央電報局へ連絡を行う。ここからの連絡を受けて、各国の観測所では、発見者が連絡した観測点から推定される天体を観測して、軌道計算を行い、天体の測光観測によって種類を確定する。
なお、各天文研究会などに参加している天体観測家は、天文研究会で軌道計算などを実施している者を通じて、直接スミソニアン天体物理観測所（天文中央電報局）へ連絡しても問題はない。天文中央電報局から、各国の中央天文台へ連絡が行われることになっているためである。
そこから、小惑星の場合には、小惑星センターへ、彗星の場合には、国際彗星季報へ連絡を行う。そして、惑星（小惑星・彗星も含む）等の場合には、軌道を確定するための観測を行い、発見した天体を新天体として登録するための手続きをはじめる。
新天体として、登録を受けた天体は、彗星の場合、発見者の名前が付く。小惑星の場合、発見者に命名提案権が与えられる。衛星の場合は命名規則が厳しいが、発見者の希望が考慮されることがある。惑星の発見に関する規定はまだない。
この分野で著名な人物として、本田実、池谷薫、関勉、中野主一らが挙げられる。
ある程度の大型の機材が必要なため、公開天文台での観測や職業として天体観測を行っている者が参加している分野である。

### 研究分野
- 天文学 - 天文学史

### 観測施設
- 天文台
- VERA

### 観測機材
- 双眼鏡
- 天体望遠鏡
- 冷却CCDカメラ
- 分光器
- 銀塩カメラ

### 関連情報
- 天体観望
- 天文現象
- 天文雑誌
- 天体写真
- 暦
- 黄道十二星座 - 十二宮 - 星占い
- 光害
- 星空保護区
- 人工衛星観測